# Rubino Romeo Salmonì
Rubino Romeo Salmonì (Roma, 22 gennaio 1920 – Roma, 10 luglio 2011) è stato uno scrittore e superstite dell'Olocausto italiano.
Dalla sua storia, raccontata poi nel suo libro Ho sconfitto Hitler, Roberto Benigni trasse spunto per la realizzazione del film La vita è bella, per il quale Salmonì fu anche consulente..

## Biografia
Nato a Roma da una famiglia ebraica, sfuggì al rastrellamento nazista nel ghetto di Roma del 16 ottobre 1943, ma venne arrestato nell'aprile del 1944 a causa di una delazione e rinchiuso prima in via Tasso e quindi nel carcere di Regina Coeli. Trasferito prima al Campo di Fossoli, il 22 giugno fu caricato su un treno e deportato nel campo di concentramento di Auschwitz-Birkenau, dove giunse il 26 giugno. Qui venne marchiato con il numero identificativo A15810. Erano con lui anche due suoi fratelli, che perirono durante la prigionia.
Costretto al lavoro forzato nelle officine meccaniche del campo, viene ricordato dagli altri sopravvissuti per il particolare carattere giocoso e ottimistico che gli permetteva di confortare e rinfrancare i compagni di sventura, dando loro un senso di speranza. Proprio questo suo spirito positivo e il non perdersi d'animo pur in quella situazione disperata, serviranno da spunto per il film La vita è bella.
Rimase prigioniero nel campo fino a poco prima dell'arrivo delle forze di liberazione alla fine di gennaio 1945. Costretto a lasciare il campo in una delle marce della morte, raggiunse il campo di Nossen, da dove evase approfittando dello sbandamento dei controlli a causa della prossima capitolazione tedesca e alla metà di marzo 1945 cominciò una rocambolesca fuga attraverso la Germania ancora in guerra. Riuscì a ritornare a Roma però solo a guerra finita, agli inizi di settembre.
Si segnalò subito per l'attivismo nell'opera di testimonianza nelle scuole, incontri pubblici e in occasione delle giornate commemorative, che proseguì per tutta la vita. È fra i protagonisti del film-documentario Memoria di Ruggero Gabbai.
Il suo libro Ho sconfitto Hitler, raccolta dei suoi diari, lettere e scritti di una vita, pubblicato e distribuito gratuitamente a cura della Provincia di Roma, fu presentato a Palazzo Valentini nel gennaio 2011 alla presenza del Presidente della Provincia di Roma Nicola Zingaretti e del Rabbino capo Riccardo Di Segni. La storia della sua prigionia è raccontata con lo humor e l'ottimismo che lo distinguevano, sintetizzata nella sua frase:
(Rubino Romeo Salmonì, Ho sconfitto Hitler)
La notizia della morte, avvenuta a Roma il 10 luglio 2011 è stata ricordata dal Presidente della Repubblica Giorgio Napolitano e dalle massime cariche dello Stato italiano, riportata dalle maggiori testate giornalistiche e televisive, a testimonianza dell'importanza della sua figura come testimone e memoria dell'olocausto.

## Opere
- Ho sconfitto Hitler. Appunti, note e frammenti di memoria di un sopravvissuto ad Auschwitz-Birkenau (PDF), Roma, Provincia di Roma, 2011.

## Filmografia
- Memoria, regia di Ruggero Gabbai - documentario direct-to-video (1997)